# Paul Schuster (Triathlet)
Paul Schuster (* 30. September 1988 in Darmstadt) ist ein deutscher Triathlet. Er ist Deutscher Meister im Triathlon Team Relay (2013, 2014) sowie auf der Langdistanz (2019). Schuster wird in der Bestenliste deutscher Triathleten auf der Ironman-Distanz geführt.

## Werdegang

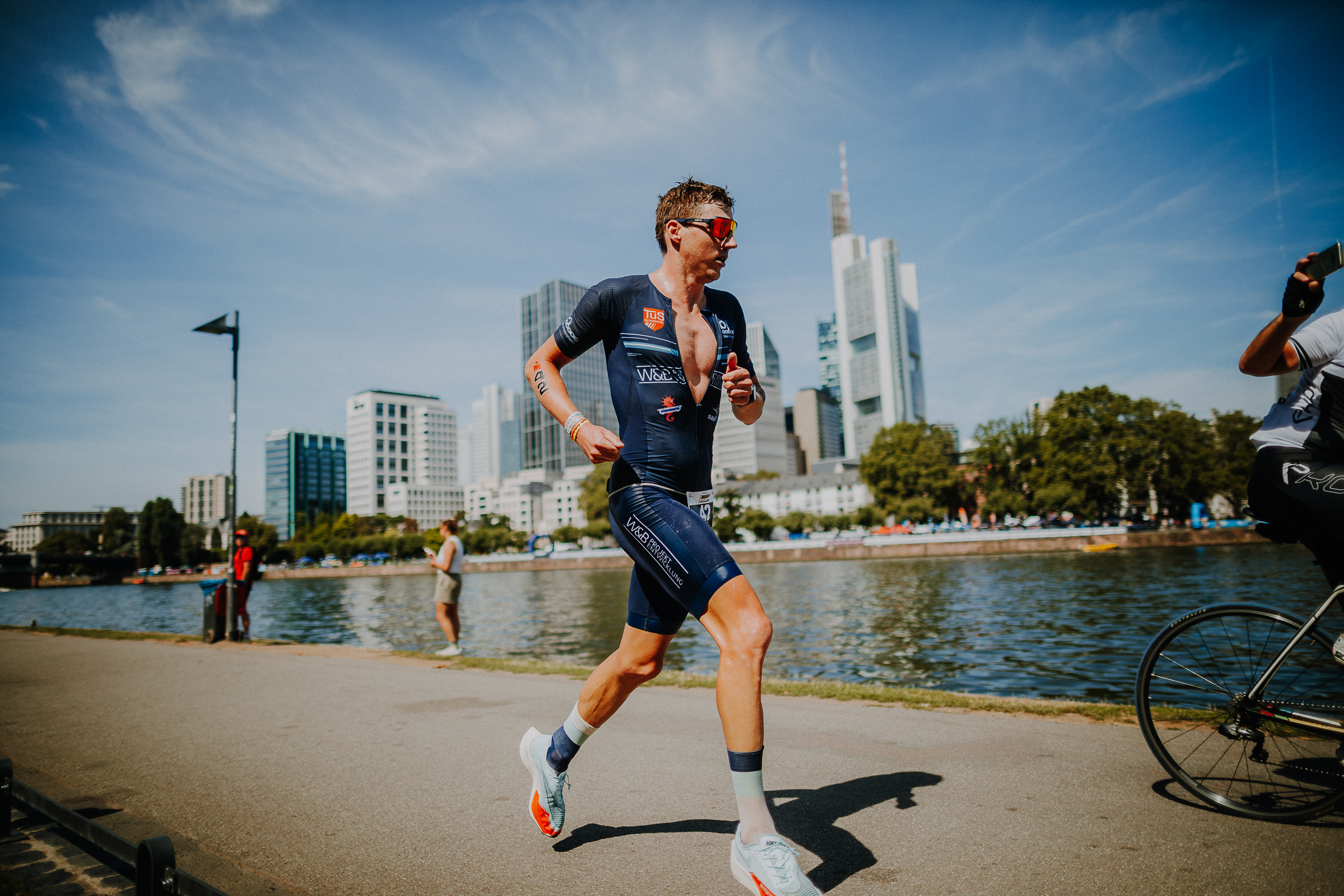
Paul Schuster beim Ironman Germany (Ironman European Championships) im August 2021

Paul Schuster ist seit seiner Jugend im Triathlon aktiv und startet für den TuS Griesheim.
Er startete im Rahmen des DTU-Nachwuchscups, im ITU-Europacup sowie in der ersten und zweiten Triathlon-Bundesliga. Bei den Weltmeisterschaften der Altersklasseathleten in Hamburg wurde er 2007 Vizeweltmeister über die Sprintdistanz.
2013 wurde er mit der Mannschaft des TuS Griesheim Deutscher Meister im Team Relay.
Diesen Erfolg konnte er gemeinsam mit seiner Mannschaft 2014 wiederholen.
Seit 2014 startet er als Profi-Athlet. Sein Debüt als Profi-Athlet gab er im Mai 2014 beim Ironman 70.3 Austria, bei dem er den 16. Rang belegte.
Im Oktober 2015 wurde Schuster Zweiter beim Ironman 70.3 Turkey in Belek.

### Triathlon-Langdistanz seit 2018
2018 startete er bei der Challenge Roth erstmals auf der Triathlon-Langdistanz. 2019 wurde Schuster jeweils dritter beim Ironman 70.3 Liuzhou und beim Ironman 70.3 Xi’an.
Im Ironman Hamburg wurde Schuster im Juli 2019 Dritter und gewann damit die im Rahmen des Rennens ausgetragenen Deutschen Meisterschaften auf der Langdistanz.
Im November 2021 wurde Schuster in persönlicher Bestzeit Dritter beim Ironman Mexico – allerdings werden diese Zeiten von der Professional Triathletes Organisation (PTO) nicht anerkannt, da die Strecke beim Schwimmen auf Grund extremer Strömungen als irregulär eingestuft wurde.
Beim Ironman Germany in Frankfurt am Main wurde Schuster im Juni 2022 als bester Deutscher Vierter.
Im Oktober 2024 belegte der 36-Jährige als drittbester Deutscher den 19. Rang bei den Ironman World Championships auf Hawaii.
Im Juli 2025 wurde er Sechster im Ironman Texas.
Schuster wird trainiert von Gerald Reichart und Michael Vogt.
Paul Schuster hat Sportwissenschaften an der TU Darmstadt studiert.

## Sportliche Erfolge
| Datum/Jahr    | Platz | Wettbewerb                              | Austragungsort | Zeit     | Bemerkung                                                                                 |
| ------------- | ----- | --------------------------------------- | -------------- | -------- | ----------------------------------------------------------------------------------------- |
| 8. Sep. 2024  | 5     | Köln-Triathlon                          | Köln           | 03:23:35 |                                                                                           |
| 29. Mai 2022  | 7     | Ironman 70.3 Kraichgau                  | Bad Schönborn  | 03:57:13 | [ 15 ]                                                                                    |
| 20. Juni 2021 | 2     | Apfelland Triathlon                     | Stubenberg     | 03:54:04 |                                                                                           |
| 30. Mai 2021  | 25    | Challenge St. Pölten                    | St. Pölten     | 03:57:57 |                                                                                           |
| 20. Sep. 2020 | 1     | Moret Triathlon                         | Münster        | 03:28:00 | Hessische Meisterschaften Mitteldistanz (2 km Schwimmen, 84 km Radfahren, 16,4 km Laufen) |
| 20. Okt. 2019 | 4     | Ironman 70.3 Shanghai                   | Shanghai       | 03:48:53 | [ 17 ]                                                                                    |
| 15. Sep. 2019 | 3     | Ironman 70.3 Xi’an                      | Xi’an          | 03:23:08 |                                                                                           |
| 14. Apr. 2019 | 3     | Ironman 70.3 Liuzhou                    | Liuzhou        | 03:51:07 |                                                                                           |
| 15. Sep. 2018 | 1     | Seenlandtriathlon Murten                | Murten         | 03:37:31 | auf der Mitteldistanz (1,9 km Schwimmen, 84 km Radfahren, 20 km Laufen)                   |
| 24. Juni 2018 | 1     | Heinerman Triathlon                     | Darmstadt      | 02:04:13 | auf der olympischen Distanz (1,5 km Schwimmen, 46 km Radfahren, 10 km Laufen)             |
| 10. Juni 2018 | 2     | Bonn-Triathlon                          | Bonn           | 02:50:20 | (3,8 km Schwimmen stromabwärts im Rhein, 60 km Radfahren und 15 km Laufen)                |
| 6. Aug. 2017  | 3     | Frankfurt-City-Triathlon                | Frankfurt      | 01:56:43 | auf der olympischen Distanz zeitgleich mit dem Zweitplatzierten Frederic Funk             |
| 25. Juni 2017 | 2     | Heinerman Triathlon                     | Darmstadt      | 02:08:49 | auf der olympischen Distanz (1,5 km Schwimmen, 46 km Radfahren, 10 km Laufen)             |
| 4. Sep. 2016  | 20    | Ironman 70.3 World Championship         | Mooloolaba     | 03:59:22 |                                                                                           |
| 14. Aug. 2016 | 17    | Ironman 70.3 Wiesbaden                  | Wiesbaden      | 04:16:30 |                                                                                           |
| 10. Juli 2016 | 17    | Ironman 70.3 Jönköping                  | Jönköping      | 04:10:48 |                                                                                           |
| 3. Juli 2016  | 10    | Ironman 70.3 Norway                     | Haugesund      | 04:02:08 |                                                                                           |
| 26. Juni 2016 | 1     | Heinerman Triathlon                     | Darmstadt      | 01:56:22 | Titelverteidigung auf der olympischen Distanz                                             |
| 22. Mai 2016  | 13    | Ironman 70.3 Austria                    | St. Pölten     | 04:12:10 |                                                                                           |
| 25. Okt. 2015 | 2     | Ironman 70.3 Turkey                     | Belek          | 03:57:53 |                                                                                           |
| 23. Aug. 2015 | 5     | Challenge Walchsee-Kaiserwinkl          | Walchsee       | 03:57:01 |                                                                                           |
| 9. Aug. 2015  | 14    | Ironman 70.3 Wiesbaden                  | Wiesbaden      | 04:17:29 |                                                                                           |
| 26. Juli 2015 | 6     | Challenge Poznan                        | Posen          | 03:57:46 |                                                                                           |
| 28. Juni 2015 | 1     | Heinerman Triathlon                     | Darmstadt      | 01:48:16 | auf der olympischen Distanz                                                               |
| 13. Juni 2015 | 4     | Challenge Denmark                       | Billund        | 03:53:32 |                                                                                           |
| 14. Sep. 2014 | 6     | Ironman 70.3 Rügen                      | Binz           | 04:01:44 |                                                                                           |
| 25. Mai 2014  | 16    | Ironman 70.3 Austria                    | St. Pölten     | 04:03:57 |                                                                                           |
| 2. Sep. 2007  | 2     | BG Triathlon World Championship AK16–19 | Hamburg        | 01:04:39 | Vizeweltmeister AK 16–19                                                                  |

| Datum/Jahr    | Platz | Wettbewerb                               | Austragungsort | Zeit     | Bemerkung                                                                                |
| ------------- | ----- | ---------------------------------------- | -------------- | -------- | ---------------------------------------------------------------------------------------- |
| 26. Apr. 2025 | 6     | Ironman Texas                            | The Woodlands  | 07:38:35 | hinter dem Norweger Kristian Blummenfelt                                                 |
| 26. Okt. 2024 | 19    | Ironman Hawaii                           | Kailua-Kona    | 08:02:06 | Ironman World Championship                                                               |
| 18. Aug. 2024 | 33    | Ironman Germany                          | Frankfurt      | 08:03:34 |                                                                                          |
| 27. Apr. 2024 | 6     | Ironman Texas                            | The Woodlands  | 07:53:23 | in persönlicher Bestzeit auf der Ironman-Distanz                                         |
| 26. Juni 2022 | 4     | Ironman Germany                          | Frankfurt      | 07:59:11 | bester Deutscher                                                                         |
| 21. Nov. 2021 | 3     | Ironman Mexico                           | Cozumel        | 07:41:32 | Auf Grund von Strömung auf der Schwimmstrecke nicht bestenlistenfähig                    |
| 19. Sep. 2021 | 11    | Ironman Austria                          | Klagenfurt     | 08:15:30 |                                                                                          |
| 15. Aug. 2021 | 7     | Ironman Germany                          | Frankfurt      | 08:11:22 |                                                                                          |
| 24. Nov. 2019 | 5     | Ironman Mexico                           | Cozumel        | 07:58:37 |                                                                                          |
| 28. Juli 2019 | 1     | DTU Deutsche Meisterschaften Langdistanz | Hamburg        | 08:24:25 | Austragung im Rahmen des Ironman Hamburg, bei dem Schuster Dritter wurde                 |
| 30. Juni 2019 | DNF   | Ironman Germany                          | Frankfurt      | –        |                                                                                          |
| 29. Juli 2018 | 8     | Ironman Hamburg                          | Hamburg        | 07:34:05 | wegen Blaualgen als Duathlon ausgetragen (6 km Laufen, 180 km Radfahren, 42,2 km Laufen) |
| 1. Juli 2018  | 10    | Challenge Roth                           | Roth           | 08:14:55 |                                                                                          |

(DNF – Did Not Finish)